# Pucciniosira dorata
Pucciniosira dorata är en svampart som beskrevs av Buriticá & J.F. Hennen 1980. Pucciniosira dorata ingår i släktet Pucciniosira och familjen Pucciniosiraceae.   Inga underarter finns listade i Catalogue of Life.